# Mistrzostwa Polski w kolarstwie przełajowym 1965
Mistrzostwa Polski w kolarstwie przełajowym 1965 odbyły się w Gdyni.

## Wyniki
- Czesław Polewiak (Flota Gdynia)[1]
- Marian Kegel (Legia Warszawa)
- Tadeusz Zadrożny (LZS Mazowsze)